# The Elder Scrolls Adventures: Redguard
The Elder Scrolls Adventures: Redguard — приключенческая компьютерная игра с видом от третьего лица, действия которой разворачиваются в мире The Elder Scrolls. Главный герой на старте имеет заданные имя, расу и набор навыков, тогда как другие игры серии позволяют игроку настраивать эти элементы на свой выбор.
Сюжет берёт своё начало в Тамриэле в 864 году Второй Эры, за 400 лет до событий The Elder Scrolls: Arena и рассказывает о Сайрусе, молодом редгарде, который прибывает на остров Строс М’кай (англ. Stros M’kai), чтобы найти свою пропавшую сестру, но впоследствии оказывается втянутым в самое сердце местных политических интриг.

## Сюжет
События происходят во времена вторжения сил Империи в Хаммерфелл, родные земли главного героя игры, вскоре после того, как войска новопровозглашённого императора Тайбера Септима завоевали и оккупировали этот регион. Смерть короля Хаммерфелла спровоцировала гражданскую войну между двумя конкурирующими политическими фракциями: «Венценосцами» и «Предшественниками» (англ. The Crowns / The Forebears), первую возглавлял сын короля, принц А'тор. Септим встал на сторону «Предшественников» и оттеснил «Венценосцев» на остров Строс М'Кай, где один из лучших адмиралов Септима, лорд Ричтон, с помощью дракона Нафаалиларгуса, разгромили оставшиеся силы принца А'тора в битве при Хандингском заливе (англ. Battle of Hunding Bay). Тёмный эльф-ассасин по имени Драм выстрелил в А'тора отравленной стрелой, и, несмотря на попытки волшебника Воа спасти принца, выжить последнему не удалось. В последующие месяцы Ричтон был назначен временным губернатором Строс М'Кая. Занимая этот пост, он безжалостно угнетал жителей острова.
Главный герой игры, Сайрус — наёмник-редгард, работающий на главаря бандитов, каджита С'ратру. В провинции Вэйрест Саурус получает письмо от своего старого наставника и друга Тобиаса. Тобиас убеждает Сайруса приехать на Строс М'Кай, где пропала его сестра, Исзара. Сайрус выдвигается к острову на корабле, но когда он приближается к нему, группа пиратов группировки «Неутомимая лига» с моря нападает на корабль. Он без проблем расправляется с ними, и корабль швартуется в гавани. Тобиас встречается с Сайрусом в местной таверне и рассказывает ему дальнейшие подробности.
Надеясь получить аудиенцию у лорда Ричтона, Сайрус берётся за работу курьера, в ходе которой ему предстоит путешествие на укреплённый остров некроманта по имени Н'Гаста и доставка некоего амулета самому Ричтону. Сайрус намеревается воспользоваться этой возможностью и обсудить с губернатором интересующие его вопросы, но в ходе выполнения задания он нарушает закон и приговаривается к смерти. Тем не менее, Ричтон, впечатлённый тем, как Сайрус быстро расправляется с его стражей, вместо быстрой казни решает заточить Сайруса в катакомбах дворца. Там Сайрус встречает умирающего члена «Неутомимой лиги», который передаёт ему ключ от маяка Сентспорта. Сайрусу удаётся бежать из заточения, после чего он спешит к маяку и подаёт сигнал пиратам Лиги. Прибывает корабль и забирает его в замаскированное пиратское убежище в бухте. Там Сайрус узнаёт, что Исзара была любовницей принца А'тора, а также состояла в «Неутомимой лиге». На самом деле душа А'тора не погибла — она была заключена в камень душ, тот самый амулет, который Сайрус доставил Ричтону. План Исзары состоял в том, чтобы завладеть амулетом и возродить А'тора, но пираты Лиги не поддержали такой рискованный план, и ей пришлось действовать самостоятельно.
Сайрус, планируя снова наведаться к Н'Гасте, находит легендарный флакон Лилландрила, который, как ему объяснили, можно использовать для противодействия магическим заклинаниям некроманта. Он возвращается в башню Н'Гасты в надежде найти там Исзару. Некромант рассказывает, как он обманул её и отправил душу лорду даэдра Клавикусу Вайлу. Сайрус побеждает Н'Гасту с помощью флакона, затем выполняет ритуал, чтобы войти в царство Вайла, где и сталкивается с даэдрическим принцем. В итоге Вайл предлагает Сайрусу сделку: он освободит душу Исзары, если Сайрус разгадает загадку. В противном случае место души девушки займёт его собственная. Сайрус справляется с задачей: душа Исзары освобождена, она сопровождает Сайруса обратно в убежище пиратов Лиги. Затем, в поисках амулета Сайрусу удаётся пройти через дворцовые сокровищницы и убить дракона Нафаалиларгуса, которому было поручено охранять амулет с камнем, в котором заточена душа принца А'тора.
Помимо амулета с камнем душ, Сайрус отыскивает кольцо архимага Воа в подземных пещерах острова, кишащих гоблинами. Он также помогает йокуданской волшебнице по имени Сабан провести душу её сына через ловушку Н'Гасты в загробный мир редгардов, именуемый Далёкие Берега. Для этого требовалось изучить древнюю обсерваторию двемеров, и починить её с помощью механизма, который Сайрус отыскал в близлежащих руинах. Правильно расставив звёздные камни, Сабан указала путь душе сына в Далёкие Берега. С амулетом и кольцом, Сайрус, Исзара и Сабан при поддержке пиратов Лиги пробираются в местный храм, где спрятано тело А'тора, намереваясь вернуть принца к жизни. Однако ритуал проходит неудачно, и душа А'тора вместо тела оказывается в его мече. Сайрус забирает меч и воодушевляет своих упавших духом соратников для последней атаки на гавань, в то время как он планирует свергнуть и убить Ричтона. В хаосе битвы Ричтон и ассасин Драм готовятся бежать с острова на дирижабле двемеров. Сайрусу удается зацепиться и залезть на него, когда тот запускается. Он сражается с Ричтоном, который притворяется сдавшимся, в надежде выгадать момент для смертельного удара Драма. Однако дух принца А'тора сам управляет мечом, и убивает как Ричтона, так и Драма. После победы над имперскими отрядами, Исзара берёт на себя руководство островом и заключает выгодные для Хаммерфелла договоры с Тайбером Септимом и «Предшественниками». А Сайрус, бродяга по натуре, отправляется на поиски новых приключений.

## Разработка и выпуск
Redguard стала второй из трёх ранних приключенческих спин-оффов в серии The Elder Scrolls. Разработчики из Bethesda черпали вдохновение из таких игр как Tomb Raider, Prince of Persia и серии Ultima, они планировали создать новую линейку собственных, чисто приключенческих игр. Было заявлено, что игроки смогут общаться с NPC с помощью ключевых слов, использовать игровые предметы для решения головоломок и следовать эпической сюжетной линии, выполнять задания, перемещаясь по подземельям, участвовать в боях на мечах и преодолевать различные препятствия в пути. Команда художников сосредоточила своё внимание на проработке мельчайших деталей в одной конкретной области. Используя игровой движок XnGine, они создали трёхмерную среду острова и города Строс М'Кай в реальном времени.
«Redguard» работает на MS-DOS и использует программный вывод графики. Также поддерживаются 3D-ускорители Voodoo2. Руководство игры включает раздел, называющийся «Карманным путеводителем по Империи» (часто сокращаемый как PGE, или PGttE), в котором детально описываются события в Империи, одной из провинций Тамриэля на протяжении определённого периода. Этот внутриигровой справочник написан с точки зрения сторонников Империи, и имеет несколько рукописных приложений, написанных их политическими противниками. Наконец, с некоторыми версиями игры поставлялась частично сожжённая карта игрового мира. Первоначально копии «Redguard» поставлялись с книжкой комиксов, изображающей события, которые происходили до попадания главного героя на Строс М’кай.

## Отзывы и награды
| Сводный рейтинг       | Сводный рейтинг |
| Агрегатор             | Оценка          |
| --------------------- | --------------- |
| GameRankings          | 77,58 %         |
| Иноязычные издания    |                 |
| Издание               | Оценка          |
| AllGame               | [ 8 ]           |
| CGW                   | [ 9 ]           |
| GameSpot              | 8,1/10          |
| IGN                   | 7/10            |
| Next Generation       | [ 10 ]          |
| PC Gamer (UK)         | 63 %            |
| PC Gamer (US)         | 88 %            |
| Русскоязычные издания |                 |
| Издание               | Оценка          |
| «Игромания»           | 8,0/10          |

Как и спин-офф предшественник, Battlespire, Redguard потерпел неудачу в коммерческом плане. Тодд Говард в одном из интервью резюмировал, что Redguard «не принесла компании хороших результатов», и что это способствовало финансовому спаду компании в период с 1996 по 2000 год.
Согласно бывшему игровому агрегатору GameRankings, игра получила положительные отзывы критиков. На ресурсе Next Generation указано, что «даже с учётом недостатков Redguard является впечатляющим дополнением к серии Elder Scrolls и заслуживает внимания любого настоящего любителя приключений».
Игра стала финалистом конкурса Computer Gaming World в 1998 году в номинации «Лучшая приключенческая игра», но уступила награду играм Grim Fandango и Sanitarium, которые набрали одинаковое количество баллов. GameSpot и PC Gamer US также называли Redguard лучшей приключенческой игрой года, но в конечном итоге награду присудили вышеупомянутой Grim Fandango. Сотрудники последнего издания отмечали: «Несмотря на то, что в игре насыщенный геймплей в стиле экшн, который может оттолкнуть игроков, что любят более размеренную игру, Redguard всё же предлагает нетривиальное для жанра исследование игрового мира и решение головоломок в свежей и увлекательной форме».